# IMazing
iMazingは、DigiDNAが開発したiTunesで作成したiOSデバイスのバックアップファイルを閲覧、編集出来るソフトである。初版はDiskAidだったが現在はiMazing 2である。

## 概要
Mac、WindowsのiTunesで作成したiPhone、iPod touch、iPadのバックアップファイルは直接閲覧する事は出来ないが、ソフト内では、Finder、エクスプローラの様にファイルが表示されバックアップファイルを閲覧、編集が可能な他、iOSのシステムファイルも閲覧可能。

## バックアップとリストア
iTunesを使ったバックアップが通常の方法だが、iMazing単体でもバックアップを作成出来る。Macでは、バックアップのアーカイブ機能がデフォルトで可能だがiTunes for Windows では出来ないが本ソフトでアーカイブの作成が可能である。またバックアップファイルを作成する場所を変更出来る為、外付けハードディスクにデフォルトでバックアップを作成する様にする事も可能。  ただしライセンス登録をしてない場合、大幅に機能制限を受ける。
iTunes同様バックアップの暗号化にも対応しており、暗号化したバックアップファイルのパスワードを入力する事で閲覧、編集出来るが一部の機能が制限される。

## その他の機能
デバイスの再起動、iOSを再インストール、抹消（初期化）、保証状況を確認、バッテリー残量と健康状態を確認出来る。

## iMazing mini
iMazing miniは、iPhone、iPod touch、iPadのバックアップを作成するソフトである。
iMazing 2とは異なりバックアップを閲覧、編集機能は省いている。暗号化バックアップの他、自動バックアップ機能が付いていて、複数のデバイスを一括でバックアップの作成が出来る。
有償ライセンスは無く、無料で利用出来る。Windows版は提供されていない。

## ライセンス
シングルライセンス、ファミリーライセンス、教育機関向けライセンスがある。
いずれも有償。

## 以前のバージョン
iMaging 1 はiOS 9.3.5 までサポートされた。 iOS 10.0.1以降はiMazing 2 に移行した。
DiskAidは、iMazingの初版にあたるソフト。
現在サポートを終了しており、DiskAidユーザは、iMazing ライセンスを50%オフで購入できる。

## 類似ソフト
AnyTrans
CopyTrans